# 153 Hilda

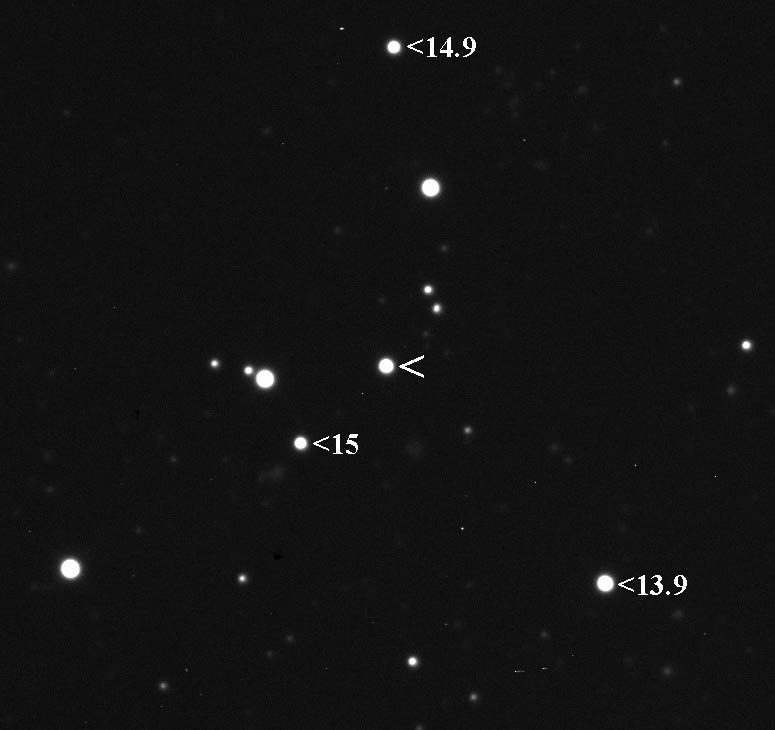
153 Hilda

153 Hilda eller 1935 GD är en asteroid upptäckt 2 november 1875 av den österrikiske astronomen Johann Palisa i Pula, Kroatien. Asteroiden har fått sitt namn efter en dotter till den böhmiske astronomen Theodor von Oppolzer.
Asteroiden är relativt stor i det yttre av asteroidbältet. 153 Hilda har gett namn åt Hilda-asteroiderna som har sina omloppsbanor i 2:3 medelbanresonans med Jupiter. Vid en integration av omloppsbanan under en period av 2600 år visar det sig att omloppsbanan varierar något med tiden, men att den förblir i området och stannar kvar i samma banresonans. Excentriciteten varierar mellan 0,10-0,25 på 2600 år. Resultatet är generaliserbart till flertalet Hilda-asteroider. Senare gjorda integrationer visar att omloppsbanan är stabil under miljontals år.
Asteroiden har en väldigt mörk yta då den består av karbonater.
Ockultationer av en stjärna observerades 31 december 2002 i Japan och 12 september 2008 från Australien.
Ljuskurvorna har låg amplitud vilket antyder att asteroiden beskriver en sfär.